# 伯延镇
伯延镇，是中华人民共和国河北省邯郸市武安市下辖的一个乡镇级行政单位。

## 行政区划
伯延镇下辖以下地区：
先进街村、胜利街村、和平街村、先锋街村、建设街村、仁义村、南文章村、北文章村、龙泉村、庄晏村、仙庄村、杨二庄村、双玉泉村、东万年村、罗峪村和七七三处仓库社区。

## 中国传统村落
- 伯延村